# Barnabas (lougre)
Pour l’article homonyme, voir Barnabas.
Le Barnabas est un ancien lougre de pêche de Cornouailles (en anglais, Cornish Lugger) reconverti à la plaisance.
Son port d'attache actuel est Mousehole en Cornouailles.
Son immatriculation est : SS 634, quartier maritime de St Ives.
Il est classé bateau historique depuis 1996 par le National Historic Ships UK .

## Histoire
Ce lougre de pêche a été construit en 1881 au chantier  Henry Trevorrow de St Ives pour le patron pêcheur Barnabas Thomas. Il est probablement le plus vieux cornish lugger encore en navigation. Il était utilisé pour la pêche à la sardine puis au maquereau. Il a fini sa carrière de pêche en 1954 et a été vendu pour la plaisance à Falmouth.
En 1970 il est donné à la National trust maritime et il est restauré dans sa forme d'origine.
En 1999 il devient la propriété de la Cornish maritime trust  et subit une nouvelle restauration en 2005. Il est relancé avec un nouveau moteur en 2006 du port de Mousehole qui devient son port d'attache.
Il est classé comme bateau du patrimoine par le National Historic Ship UK et participe souvent à certains rassemblements maritimes.
Il est présent régulièrement aux Fêtes maritimes de Brest et de Douarnenez ainsi aux Semaines du Golfe du Morbihan.

## Caractéristiques
Son gréement est celui d'un lougre classique : 2 mâts avec chacun une voile au tiers, et un foc sur le bout-dehors.